# イガリク
イガリク（グリーンランド語: Igaliku）は、グリーンランド南部クヤレックにある村。人口は33人（2024年）。1783年設立。
12世紀のノース人の居留地ガルダルの遺跡で知られている。一帯は東入植地の中枢として繁栄し、1830年代以降、広範囲にわたって考古学的遺跡が発見されている。